# Hong Kong Open 1982
L'Hong Kong Open 1982 è stato un torneo di tennis giocato sul cemento. È stata la 9ª edizione dell'Hong Kong Open che fa del Volvo Grand Prix 1982 e del WTA Tour 1982. Si è giocato a Hong Kong dall'1 al 6 novembre 1982.

## Campioni

### Singolare maschile
Pat Du Pré ha battuto in finale  Morris Skip Strode con il punteggio di 6–3, 6–3

### Doppio maschile
Charles Buzz Strode /  Morris Skip Strode hanno battuto in finale  Kim Warwick /  Van Winitsky con il punteggio di 6–4, 3–6, 6–2

### Singolare femminile
Catrin Jexell ha battuto in finale  Alycia Moulton con il punteggio di 6–3, 7–5

### Doppio femminile
Alycia Moulton /  Laura DuPont hanno battuto in finale  Yvonne Vermaak /  Jennifer Mundel-Reinbold con il punteggio di 6–2, 4–6, 7–5